# Gooseberry Cove (Caplin Cove-Southport)
Gooseberry Cove is een plaats in de Canadese provincie Newfoundland en Labrador. De plaats bevindt zich aan de oostkust van het eiland Newfoundland en maakt deel uit van het local service district Caplin Cove-Southport.

## Geografie
Gooseberry Cove ligt aan de westelijke oever van Trinity Bay, een grote baai aan Newfoundlands oostkust. Het dorp is gelegen aan provinciale route 204. De plaats is in het westen deels vergroeid met Butter Cove en ligt direct ten zuiden van Southport.

## Geschiedenis
In 2004 kende het gemeentevrije dorp Gooseberry Cove voor het eerst een beperkt lokaal bestuur doordat het deel ging uitmaken van het nieuw opgerichte local service district (LSD) Caplin Cove-Southport.

## Demografie
Tussen 1991 en 1996 daalde de bevolkingsomvang van Gooseberry Cove van 222 naar 192. Doordat Gooseberry Cove deel is gaan uitmaken van de designated place Caplin Cove-Southport worden er niet langer aparte censusdata voor de plaats bijgehouden.